# Пектин
Пектин (грч. πηκτικός, pēktikós — згуснут, шчврснут) је разгранат полисахарид које садрже ћелијски зидови биљака. Први пут га је изоловао и описао француски хемичар Анри Браконо (фр. Henri Braconnot) 1825. године.
Израз пектин обухвата бројне полимере који се разликују у складу са својом молекулском масом, хемијском конфигурацијом и садржајем неутралних шећера.
Различите врсте биљака производе пектин различитих функционалних својстава, али имају једну заједничку специфичност да стварају гелове. Пектин се користи као средство за гелирање и стабилизацију у џемовима, желеима, конзервама, пићима. Изолација комерцијалног пектина почела је тек почетком двадесетог века. У биљним ћелијама се налазе два облика пектина. Први је нерастворљив (протопектин), а други је растворљив (хидропектин). Код незрелог воћа преовладава нерастворљив пектин, који уједно дајте чврсту структуру биљним ткивима. Како воће зри, тако пектин постаје растворљив и до доприноси мекшој конзистенцији воћа. Овај процес се може приметити и код печења или кувања воћа.

## Употреба
За тржиште се производи као бели до светлобраон прах, а већином се добија из коре цитрусног воћа, јер се она састоји од око 30% пектина. Користи се као згушњивач, нарочито за џемове и желе. Сем тога, користи се и у филовима, лековима, као стабилизатор и као извор влакана. У цревном тракту, пектин везује холестерол, те смањује његов ниво у крви. Такође, везујући просте угљене хидрате, пектин успорава раст нивоа шећера у крви.

## Структура
Пектин се састоји од ланаца јединица галактуронске киселине који су повезани α-1,4 гликозидним везама. Ланци галактуронских киселина делимично су естерификовани као метил-естри. Молекули пектина могу имати молекулску тежину већу од 200.000, што одговара степену полимеризације до хиљаду јединица. Најзначајнија компонента на костуру галактуронске киселине су естри. Друге функционалне групе, попут ацетила, могу бити значајне у специфичним врстама пектина. У реакцији са амонијаком комерцијални пектин формира галактуронамидне јединице у молекулском ланцу. Неки неутрални шећери су такође укључени у хомо-галактуронску кичму. То је случај са рамнозом, али такође посебно у јабучним пектинима и са ксилозом. 
Проценат галактуронске киселине у целини молекула је дефинисан као садржај галактуронске киселине, која је постављена на минимум 65% у дефиницији пектина као адитива у храни. Степен естерификације и степен амидације представљају проценат естерификованих и амидисаних галактуронских јединица у односу на укупан број јединица галактуронске киселине. Према прописима највећи проценат степена амидације је 25%.

## Естри галактуронске киселине
Најзначајнија подела пектина, од које у највећој мери зависе физичке и хемијска својства пектина као и њихова функција је на основу степена естерификације. Деле се на:
- Високоестерификоване пектине – степен естерификације је већи од 50%
- Нискоестерификоване пектине – степен естерификације је мањи од 50%

Поред процента естерификације, положај естерификованих група је такође од значаја за функционална својства пектина. Дистрибуција естара је од посебног значаја, јер утиче на локалну густину електростатичког наелектрисања полимера и на његову интеракцију са другим наелектрисаним молекулама, било да су јони као што су калцијум, протеини или други молекули пектина. У јабучном пектину који је подвргнут благом поступку естерификације, расподела естара је готово насумична, док цитрусни пектин има тачно дефинисане положаје естерификације.

## Неутрални шећери
Пектин увек садржи различите количине неутралних шећера као што су D-галактоза, L-рамноза, L-арабиноза и D-ксилоза. Неки од ових неутралних шећера састоје се од бочних ланаца до кичме галактуронана. Међутим, 1,2-везана L-раноза је присутна у главном полиглактуронском ланцу где формира кинке у молекулском ланцу. Ксилоза је такође веома важан неутрални шећер у јабучном пектину Неутрални бочни ланци су концентрисани у релативно кратким сегментима галактуронског скелета и често се називају длакавом регијом. Део молекула без бочних ланаца је описан као глатка регија.

## Растворљивост
Највећа растворљивост високоестерификованих пектина је у води, док су нискоестерификовани пектини растворљиви у растворима који у свом саставу имају комплексирајуће средство. Пектини су нерастворљиви у већини органских растварача. Нерастворљиви пектини се растварају у разблаженим растворима киселина, разблаженим или концентрованим растворима база. Треба узети у обзир да се у концентрованим растворима база растварају и друге компоненте ћелијског зида – целулоза и хемицелулоза. 
Степен растворљивости зависи од степена полимеризације као и степена естерификације. На растварање пектина такође утичу pH, температура и јонска сила раствора. Садржај калцијума у води је од посебне важности за растворљивост, јер утиче на смањење растворљивости. Пектин са јонима калцијума прави аморфне гелове. Раствори пектина су вискозни, карактеристично за дијететска влакна. На разблажене пектинске растворе само незнатно утиче присуство калцијума. Међутим, раствори са више од 1% пектина показују псеудопластично понашање које је још више изражено под утицајем калцијума.

## Изоловање пектина
Комерцијални поступак екстракције и изолације комерцијалног пектина је често прилагођен специфичним врстама хране и пића. Неке основне фазе у изоловању су: 
1. Екстракција растварачем (вода или алкохол)
2. Одвајање, цеђење
3. Пречишћавање
4. Концентровање додатком алкохола
5. Додатак амонијака (раздвајање високо- и нискоестерификованих пектина)
6. Сушење

## Гелирање пектина
Способност пектина да формира гелове у одређеним условима дуго се користи у производњи џемова. Одвајање високоестерификованих и нискоестерификованих пектина у складу је са правилом 50% естерификације. Гелирање пектина у највећој мери зависи од његовог степена естерификације, међутим сложена структура је најчешће резултат комбинације неколико различитих механизама. 

### Гелирање високоестерификованих пектина
Високоестерификовани пектини се углавном гелирају у реакцији са угљеним хидратима и киселинама, док нискоестерификовани пектини ставарају аморфан гел са јонима калцијума, али калцијум може утицати и на гелирање високоестерификованих пектина. На гелирање нискоестерификованих пектина утичу pH и растворљиве чврсте материје.
На гелирање естара утиче велики број параметара, а неки од главних су
1. Концентрација пектина
2. Степен естерификације
3. Молекулска маса
4. Ацетиловање
5. Разгранатост молекула пектина
6. pH и јонска сила раствора
7. Активитет воде
8. Врсте шећера као супституента
9. Хлађење медијума
10. Брзина гелирања медијума

### Гелирање нискоестерификованих пектина
Нискоестерификован пектин се користи за гелирање хране када услови за коришћење високоестерификованог пектина нису задовољени. Механизам гелирања нискоестерификованих пектина се заснива на грађењу кацијумових мостова који повезују карбоксилне крупе два пектина. Ова веза праћена је водоничним интеракцијама између два ланца. 
Најчешће прихваћени модел удруживања је eggbox модел. У овом моделу ланци пектина су премошћени ланцима калцијума, који координирају са атомима кисеоника како из једног тако и из другог ланца. Магнезијум и калијум такође могу бити коришћени али су далеко мање ефикасни, највише из разлога што је полупречник атома калцијума довољно велики да координише са много атома кисеоника и због флексибилности с обзиром на правац његових координатних веза. Количина калијума неопходна за успешно гелирање зависи од степена естерификације пектина као и брзине хлађења. Повећање јонске сииле, повећање pH вредности раствора или смањење степена естерификације смањују потребну количину калцијума. Оптималан ниво калцијума може бити дефинисан за одређени пектин у специфичним условима. Изнад овог оптималног нивоа формирање се високо гелиран раствор. Гелирање зависи број јединица галактуронске киселине које електростатички реагују са калцијумом.Талог пектина може да се формира ако су зоне спајања пектина јонима калцијума предуге. До тога може доћи уколико је концентрација калцијума превисока.